# مجلس شيوخ أوكلاهوما
مجلس شيوخ أوكلاهوما (بالإنجليزية: Oklahoma Senate)‏ هو مجلس شيوخ ولاية أوكلاهوما الأمريكية، ويتكون من 48 مقعداً، وهو المجلس الأعلى في هيئة ولاية أوكلاهوما التشريعية ‏.

## طالع أيضًا
- هيئة ولاية أوكلاهوما التشريعية  [لغات أخرى]‏